# Мікаель Уре
Мікаель Уре (дан. Mikael Uhre, нар. 30 вересня 1994, Рібе, Данія) — данський футболіст, форвард клубу «Брондбю».

## Ігрова кар'єра
Мікаель Уре є вихованцем клубу «Сеннер'юск». Починав грати у молодіжній команді. І 28 березня 2013 року дебютував в основі. А вже за місць підписав з клубом свій перший професійний контракт.
У серпні 2014 року Уре відправився в оренду у клуб «Сківе», який виступав на аматорському рівні. Через півроку футболіст повернувся до «Сеннер'юска» але згодом він перейшов до «Сківе» на постійній основі. Відіграв за клуб один сезон, забив 15 голів. Своєю результативною грою Уре вразив тренерський штаб «Сеннер'юска» і вже в червні 2016 року Мікаель повернувся до свого першого клубу, підписавши з ним трирічний контракт.
У січні 2018 року пройшла інформація, що «Сеннер'юск» дійшов згоди з клубом Суперліги «Брондбю», згідно якої форвард клубу Мікаель Уре перейде до стану данського гранда влітку того року. 15 червня Уре підписав із «Брондбю» контракт на чотири з половиною роки. І за місяць він вже зіграв свій перший матч у новому клубі.
27 березня 2017 року Мікаель Уре зіграв свій єдиний матч у складі молодіжної збірної Данії.

## Досягнення
- Гравець місяця у Суперлізі: березень 2021
- Чемпіон Данії (1):

«Брондбю»: 2020-21
- Найкращий бомбардир Чемпіонату Данії (1):

«Брондбю»: 2020-21